# Jaime Romero Gómez
Jaime Romero Gómez est un footballeur espagnol, né le 31 juillet 1990 à Valdeganga en Espagne. Il évolue au poste d'ailier.

## Palmarès
Vierge